# Codex Millenarius
O Codex Millenarius é um livro antigo, contendo todos os quatro Evangelhos em latim. Acredita-se que tenha sido escrito por volta de 800 na Abadia de Mondsee, está alojado na grande biblioteca da Abadia de Kremsmünster na Áustria, que contém outros itens de valor religioso e cultural primordial, como o Cálice de Tassilo. 

A decoração do livro do período carolíngio é composta por oito molduras com a representação dos quatro evangelistas e seus símbolos, tornando o texto sagrado uma obra de arte única.